# Kladno (loď)
Kladno  byla československá obchodní loď vyrobená v Japonsku. Plavila se pod československou vlajkou v letech 1959 až 1973. Její posádku tvořilo 38 mužů.

## Stavba a parametry lodě
Loď byla postavena v japonských loděnicích Hitachi ve městě Osaka. Objednavatelem byl podnik Čechofracht, od kterého ji převzala Československá námořní plavba. Byla to první československá námořní loď postavená za československé peníze, předchozí spolufinancovala Čína. Byla dlouhá 149,2 metru, hrubá prostornost 8 837 BRT, nosnost 13 314 DWT, ponor až 9,1 metru. Byla poháněná jedním vznětovým motorem se spotřebou 23,1 tun pohonných hmot denně a výkonem 4 595 kW. Dokázala vyvinout cestovní rychlost 14,5 uzlů. Byla postavena velmi kvalitně. V průběhu její služby nepotřebovala větší opravy a oproti jiným československým lodím byla velice moderní.

## Využití
V době první plavby byla osmou lodí československé flotily. Po dobu jejího provozu v československých službách přepravila téměř milion tun zboží a urazila téměř 750 000 km po celém světě. Mezi československými loděmi byla první, která vezla zboží i z Austrálie (pšenici), plavila se pro zboží i do japonských přístavů.
V roce 1973 byla prodána řeckému rejdaři, který ji přejmenoval na Apostolos a používal dál. Sešrotována byla v roce 1985.

## Srážka u Kielského kanálu
Loď se srazila v husté mlze vinou její posádky se švédskou tankovou lodí Fermia. Pod ponorem měla trhlinu 60 m2, přesto doplula do nejbližšího přístavu v Bremerhavenu, kde byla opravena.